# Stabilní řazení
Řadicí algoritmus je stabilní tehdy, jestliže po seřazení zachovává vzájemné pořadí prvků se stejným klíčem.
Jinými slovy:
Mějme množinu prvků M. Pro každé dva prvky R a S o stejném klíči z této množiny platí, že pokud byl prvek R v neseřazené množině před prvkem S, pak je i v seřazené posloupnosti prvek R před prvkem S. Pokud tato vlastnost platí pro všechny možné množiny M, pak je algoritmus stabilní.

## Příklady

### Řazení jmen a příjmení
Mějme seznam jmen a příjmení reprezentovaný uspořádanou dvojicí {\displaystyle (A,B)}, kde {\displaystyle A} je jméno a {\displaystyle B} je příjmení. Seznam vypadá takto: {\displaystyle (a,z),(b,x),(b,y)}.
Po seřazení stabilním algoritmem bude výsledek vždy vypadat takto: {\displaystyle (a,z),(b,x),(b,y)}.
Pokud by byl použit nestabilní řadící algoritmus, výsledek by mohl vypadat takto: {\displaystyle (a,z),(b,y),(b,x)}.

### Města a okresy
Máme-li seznam českých měst seřazený abecedně dle názvu a necháme-li ho seřadit stabilním řadicím algoritmem dle okresů, budou v seznamu města seřazena dle okresů, ale v rámci každého okresu zůstane zachováno abecední řazení dle názvu. Pokud bychom použili algoritmus, který není stabilní, tak toto zaručeno nemáme.

## Příklady stabilních algoritmů
- bublinkové řazení
- řazení vkládáním
- řazení slučováním
- přihrádkové řazení
- číslicové řazení
- Counting sort (řazení počítáním četností)